# Silas A. Conrad
Silas A. Conrad (* 7. Juni 1840 in Ohio; † 11. September 1913 in Massillon, Ohio) war ein US-amerikanischer Politiker. In den Jahren 1887 und 1888 war er Vizegouverneur des Bundesstaates Ohio.

## Werdegang
Über Silas Conrad gibt es kaum verwertbare Quellen. Sicher ist, dass er sowohl in Ohio geboren wurde als auch dort verstarb. Er arbeitete zumindest zeitweise als Eisenwarenhändler und war Mitglied der Republikanischen Partei. Im Jahr 1886 wurde Vizegouverneur Robert P. Kennedy in das US-Repräsentantenhaus gewählt, wo er am 4. März 1887 sein Mandat antrat. Conrad wurde am 3. März sein Nachfolger im Amt des Vizegouverneurs, das er bis 1888 ausübte. Dabei war er Stellvertreter von Gouverneur Joseph B. Foraker und formaler Vorsitzender des Staatssenats. Dieser Umstand legt die Vermutung nahe, dass er zuvor President Pro Tempore des Staatssenats war. Allerdings gibt es in den Quellen keinen entsprechenden Hinweis. Nach seiner Zeit als Vizegouverneur ist Silas Conrad politisch nicht mehr in Erscheinung getreten. Er starb am 11. September 1913 in Massillon im Stark County, wo er auch beigesetzt wurde.